# Composizioni di Giuseppe Verdi

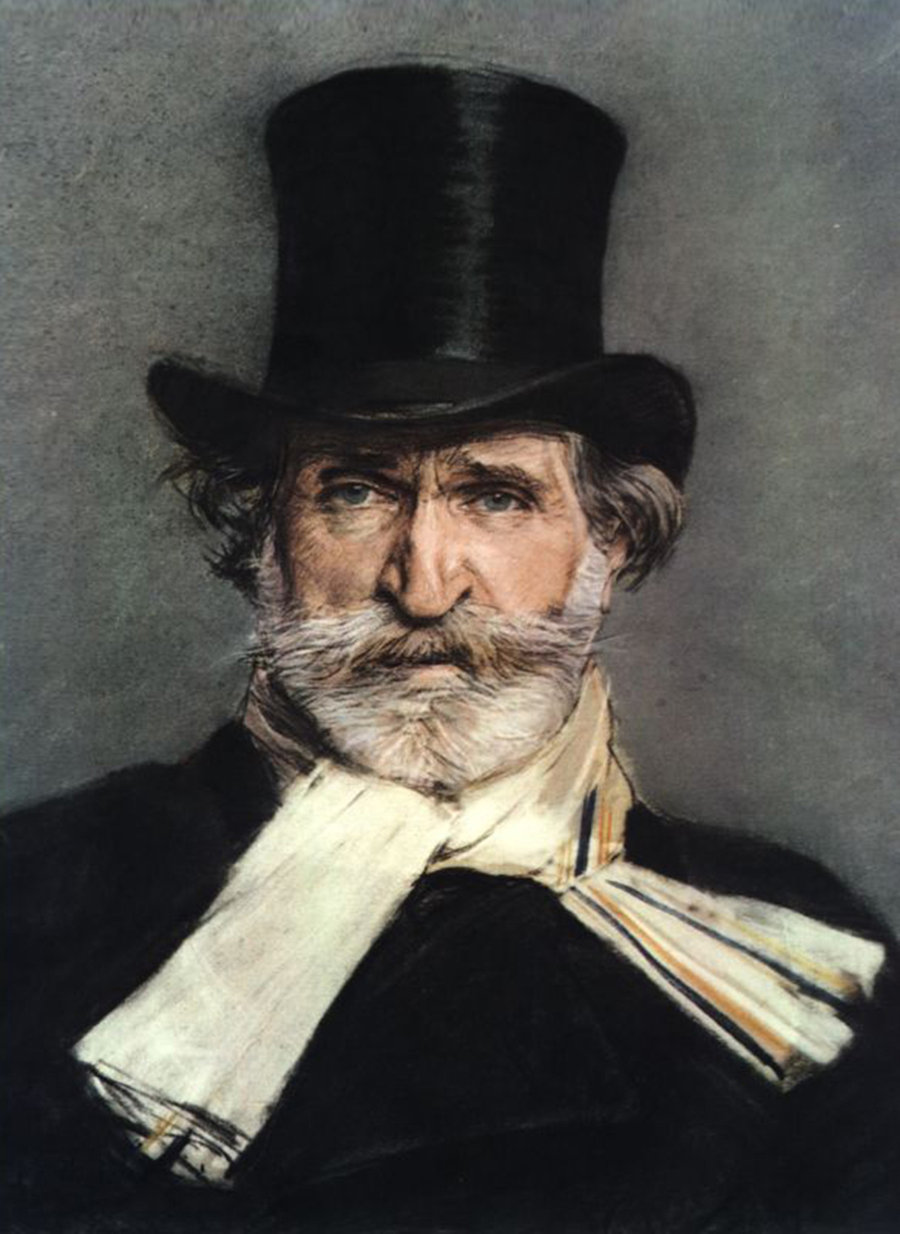
Verdi nel 1886.

Lista delle composizioni di Giuseppe Verdi (1813-1901), ordinate per genere.

## Opere liriche
Compose le seguenti opere:
- Oberto, Conte di San Bonifacio, dramma in 2 atti di Antonio Piazza, rivisto da Temistocle Solera (Mi, Teatro alla Scala, 17 nov. 1839)
- Un giorno di regno ossia Il finto Stanislao, melodramma giocoso in 2 atti di Felice Romani da Alexandre-Vincent Pineux-Duval (Mi, Teatro alla Scala, 5 set. 1840)
- Nabucco, dramma lirico in 4 atti di T. Solera da Auguste Anicet-Bourgeois e Francis Cornue (Mi, Teatro alla Scala, 9 mar. 1842)
- I Lombardi alla prima crociata, dramma lirico in 4 atti di T. Solera da Tommaso Grossi (Mi, Teatro alla Scala, 11 feb. 1843. Tradotta in francese con il titolo di Jérusalem; Parigi, Théatre de l’Académie Royale, 26 nov. 1847)
- Ernani, dramma lirico in 4 atti di Francesco Maria Piave da Victor Hugo (Ve, Teatro La Fenice, 9 mar. 1844)
- I due Foscari, tragedia lirica in 3 parti di Fr. M. Piave da George Gordon Byron (Civitavecchia, Teatro Traiano, 3 dic. 1844)
- Giovanna d'Arco, dramma lirico in 1 prologo e 3 atti di T. Solera da Friedrich Schiller (Mi, Teatro alla Scala, 15 feb. 1845)
- Alzira, tragedia lirica in 1 prologo e 2 atti di Salvatore Cammarano da Voltaire (Na, Teatro di S. Carlo, 12 ago. 1845)
- Attila, dramma lirico in 1 prologo e 3 atti di T. Solera da Zacharias Werner (Ve, Teatro La Fenice, 17 mar. 1846)
- Macbeth, melodramma in 4 atti di Fr. M. Piave e Andrea Maffei da William Shakespeare (Fi, Teatro della Pergola, 14 mar. 1847. Nuova versione: Parigi, Théâtre Lyrique, 21 apr. 1865)
- I masnadieri, melodramma in 4 parti di A. Maffei da F. Schiller (Londra, Her Majesty's Theatre, 22 lug. 1847)
- Jérusalem, grand opéra in 4 atti di Alphonse Royer e Gustave Vaez, rifacimento de I Lombardi alla prima crociata (Parigi, Théatre de l’Académie Royale, 26 nov. 1847)
- Il corsaro, opera in 3 atti di Fr. M. Piave da G. G. Byron (Trieste, Teatro Grande, 25 ott. 1848)
- La battaglia di Legnano, tragedia lirica in 4 atti di S. Cammarano da Joseph Méry (Roma, Teatro Argentina, 27 gen. 1849)
- Luisa Miller, melodramma tragico in 3 atti di S. Cammarano da F. Schiller (Na, Teatro di S. Carlo, 8 dic. 1849)
- Stiffelio, melodramma in 4 atti di Fr. M. Piave da Emile Souvestre e Eugène Bourgeois (Trieste, Teatro Grande, 16 nov. 1850. Nuova versione con il titolo di Aroldo; Rimini, Teatro Nuovo, 16 ago. 1857)
- Rigoletto, melodramma in 3 atti di Fr. M. Piave da V. Hugo (Ve, Teatro La Fenice, 11 mar. 1851)
- Il trovatore, dramma lirico in 4 atti di S. Cammarano da Antonio Garcia Gutierrez (Roma, Teatro Apollo in Tordinona, 19 gen. 1853)
- La traviata, opera in 3 atti di Fr. M. Piave da Alexandre Dumas figlio (Ve, Teatro La Fenice, 6 mar. 1853)
- Les vêpres siciliennes, grand opéra in 5 atti di Eugène Scribe e Charles Duveyrier (Parigi, Théatre de l’Académie lmpériale de Musique, 13 giu. 1855)
- Simon Boccanegra, opera in 1 prologo e 3 atti di Fr. M. Piave da A. G. Gutierrez (Ve, Teatro La Fenice, 12 mar. 1857. Edizione riveduta e libretto revisionato da Arrigo Boito: Mi, Teatro alla Scala, 24 mar. 1881)
- Aroldo, melodramma in quattro atti di Fr. M. Piave di Edward Bulwer-Lytton e Walter Scott, rifacimento di Stiffelio (Rimini, Teatro Nuovo, 16 agosto 1857)
- Un ballo in maschera, melodramma in 3 atti di Antonio Somma da Eugène Scribe (Roma, Teatro Apollo in Tordinona,17 feb. 1859)
- La forza del destino, opera in 4 atti di Fr. M. Piave da Ángel de Saavedra e Friedrich Schiller (S. Pietroburgo, Teatro Imperiale, 10 nov. 1862. Edizione riveduta e libretto revisionato da Antonio Ghislanzoni: Mi, Teatro alla Scala, 27 feb. 1869)
- Don Carlos, grand opéra in 5 atti di Joseph Méry e Camille Du Locle da F. Schiller (Parigi, Théâtre de l’Académie Impériale de Musique, 11 mar. 1867. Tradotta in italiano e ridotta in 4 atti: Mi, Teatro alla Scala, 10 gen. 1884)
- Aida, opera in 4 atti di A. Ghislanzoni da C. Du Locle e Auguste Mariette (Il Cairo, Teatro dell'Opera, 24 dic. 1871)
- Otello, dramma lirico in 4 atti di A. Boito da W. Shakespeare (Mi, Teatro alla Scala, 5 feb. 1887)
- Falstaff, commedia lirica in 3 atti di A. Boito da W. Shakespeare (Mi, Teatro alla Scala, 9 feb. 1893)

## Musica da camera
- Sei Romanze (1838)
  - Non t'accostare all'urna
  - More, Elisa, lo stanco poeta
  - In solitaria stanza
  - Nell'orror di notte oscura
  - Perduta ho la pace
  - Pietosa oh addolorata
- L'esule, aria (1839)
- La seduzione, romanza (1839)
- Guarda che bianca luna, notturno a 3 voci accompagnate da flauto obbligato (1839)
- Album di sei romanze (1845)
  - Il tramonto
  - La zingara
  - Ad una stella
  - Lo spazzacamino
  - Il mistero
  - Brindisi
- Il poveretto, romanza (1847)
- L'abbandonata, melodia per soprano (1849)
- Stornello (1869)
- Quartetto per archi in mi minore (1873)

## Musica sacra
- Tantum Ergo per basso e orchestra in fa maggiore
- Tantum Ergo per tenore e orchestra in sol maggiore
- Tantum Ergo per tenore e orchestra o organo in sol maggiore
- Tantum Ergo a voce di basso, pensato perduto ma ritrovata poi nel 2013 una copia non autografa (1839)
- Libera me, Domine, composto per il progettato Requiem per Rossini, ma ripreso e modificato per il Requiem del 1874 (1869)
- Messa da requiem, per soli, coro e orchestra (1874)
- Pater noster, volgarizzato da Antonio Beccari, per coro a 5 parti (1880)
- Ave Maria, volgarizzata da Dante, per soprano con accompagnamento di strumenti a corde (1880)
- Quattro pezzi sacri
  1. Ave Maria, scala enigmatica armonizzata a 4 parti (1898)
  2. Stabat Mater, per coro a 4 parti e orchestra (1898)
  3. Laudi alla Vergine Maria, per 4 voci bianche, testo del canto XXXIII del Paradiso di Dante
  4. Te Deum, per doppio coro a 4 parti e orchestra (1898)

## Composizioni varie
- Variazioni per pianoforte e orchestra su "Caro suono lusinghiero", dal "Tebaldo e Isolina"del maestro Morlacchi (1832)
- Chi i bei dì m'adduce ancora (1842)
- È la vita un mar d'affanni, melodia per voce e pianoforte (1844)
- Fiorellin che sorgi appena, per tenore e pianoforte (1850)
- La preghiera del poeta, liriche di Nicola Sole (1858)
- Valzer brillante in fa maggiore, per pianoforte (1859)
- Il brigidino (1863)
- Cupo è il sepolcro e muto, melodia per voce e pianoforte (1873)
- Pietà Signor, per voce e pianoforte su parole adattate da Arrigo Boito (1894)

### Composizioni giovanili
- Sinfonia per il Barbiere di Siviglia (1828)
- Ouverture per banda (1828)
- Sinfonie, arie duetti, concerti per pianoforte (1828-1830)
- I deliri di Saul (1828)
- Pezzi per pianoforte, organo, canto, flauto, clarinetto, fagotto, corno, con accompagnamento o riempimento d'orchestra
- Quattro marce
- Domine, ad adiuvandum
- Stabat Mater
- Messa
- Le lamentazioni di Geremia
- Quattro duetti sacri
- Io la vidi
- Cantata per voci ed orchestra
- Il 5 Maggio, a voce sola
- S'ode a destra uno squillo di tromba
- Divertimento per tromba-Recitativo ed Aria-Sinfonia
- Capriccio per corno-Sinfonia-Duetto buffo
- Il tradimento